# 比格氏魮
比格氏魮（学名：Barbus bigornei）為輻鰭魚綱鯉形目鯉科的其中一個種。分布於非洲象牙海岸及賴比瑞亞，本魚背面輪廓略圓；尖的頭部。長觸鬚，前面的延伸經過後緣，在後部的主要地延伸經過後緣。側線完整且深色。背鰭軟條11枚；臀鰭軟條8枚，體長可達11.4公分。

## 扩展阅读
維基物種上的相關：比格氏魮